# Ligne ferroviaire régionale du Latium FL8
La ligne FL8 (FR8 jusqu'en 2012) est le nom d'une ligne du service ferroviaire régional du Latium, intégré au Service ferroviaire suburbain de Rome. 

## Gares
| Gare                  | Commune | Ouverture | Correspondance | Note                                             | Zone de tarification, |
| --------------------- | ------- | --------- | -------------- | ------------------------------------------------ | --------------------- |
| Rome Termini          | Rome    | 1862      | ATAC           | Billetterie · Escalator · Ascensore · Bar · Taxi | A                     |
| Torricola             | Rome    | 1917      | (S7)           |                                                  | A                     |
| Pomezia-Santa Palomba | Pomezia | 1920      | ATAC           |                                                  | B                     |
| Campoleone            | Aprilia | 1920      | (S7)           | Billetterie                                      | C                     |
| Aprilia               | Aprilia |           |                |                                                  | C                     |
| Campo di Carne        | Aprilia |           | COTRAL         |                                                  | C                     |
| Padiglione            | Anzio   |           | COTRAL         |                                                  | C                     |
| Lido di Lavinio       | Anzio   | 1950      | COTRAL         |                                                  | C                     |
| Villa Claudia         | Anzio   | 1949      |                |                                                  | C                     |
| Marechiaro            | Anzio   | 1999      |                |                                                  | C                     |
| Anzio Colonia         | Anzio   |           |                |                                                  | C                     |
| Anzio                 | Anzio   | 1884      | COTRAL         |                                                  | C                     |
| Nettuno               | Nettuno | 1934      | COTRAL         | Billetterie · Bar                                | C                     |